# Anders Andersen
Anders Peter Andersen (ur. 26 października 1881 w Kopenhadze, zm. 19 lutego 1961 tamże) – duński zapaśnik walczący w stylu klasycznym. Dwukrotny olimpijczyk. Podczas letnich igrzysk olimpijskich w Londynie w 1908 zdobył brązowy medal, a w Sztokholmie w 1912 – 21. miejsce. Walczył w wadze średniej.
Zajął czwarte miejsce na mistrzostwach świata w 1911. Był piąty na mistrzostwach Europy w 1907 i ósmy w 1909. Mistrz Danii w latach 1911–1914.

## Letnie Igrzyska Olimpijskie 1908
| Konkurencja          | Rundy eliminacyjne     | Rundy eliminacyjne  | Rundy eliminacyjne          | Klas. końcowa |
| Konkurencja          | 1/8                    | 1/4                 | 1/2                         | Miejsce       |
| -------------------- | ---------------------- | ------------------- | --------------------------- | ------------- |
| 75 kg styl klasyczny | Jacobus Lorenz (NED) Z | Jaap Belmer (NED) Z | Frithiof Mårtensson (SWE) P | 3.            |

## Letnie Igrzyska Olimpijskie 1912
| Konkurencja          | Rundy eliminacyjne | Rundy eliminacyjne | Klas. końcowa |
| Konkurencja          | Przeciwnik I       | Przeciwnik II      | Miejsce       |
| -------------------- | ------------------ | ------------------ | ------------- |
| 75 kg styl klasyczny | Adolf Kurz (GER) P | Mikko Holm (FIN) P | 21.           |